# Luciano Marrocu
Luciano Marrocu (Guspini, 1948) è uno storico e scrittore italiano.

## Biografia
Allievo di Paolo Spriano e Giuliano Procacci, dopo aver insegnato all'Università "La Sapienza" di Roma, attualmente è docente di Storia contemporanea all'Università di Cagliari. Dal 2005 al 2009 è stato assessore alla Cultura della Provincia di Cagliari. 
È autore di numerosi saggi sul pensiero fabiano e sul movimento operaio inglese. Tra i suoi lavori, si ricordano: Laburismo e trade unions (1981), Il modello laburista (1985), l'Introduzione alla prima traduzione italiana dei Saggi fabiani (1990) e la pregevole biografia di Beatrice Webb, Il salotto della signora Webb (1992). È stato tra i curatori dell'Enciclopedia della Sinistra europea (2000).
Sulla Sardegna ha scritto La perdita del regno con Manlio Brigaglia (1995), il saggio Il ventennio fascista per il volume einaudiano dedicato alla Sardegna della Storia d'Italia (1998), curato La Sardegna contemporanea con Francesco Bachis e Valeria Deplano (2015), e Storia popolare dei sardi e della Sardegna (2021).
Del 2009 è la biografia dedicata allo scrittore e giornalista britannico George Orwell, Orwell. La solitudine di uno scrittore (Della Porta Editori), mentre del 2016 è quella su Grazia Deledda, Una vita come un romanzo (Donzelli). 
Per i tipi di Laterza, nel 2019, è apparso La sonnambula che ripercorre in chiave storico-narrativa il Novecento italiano.
Nel 2000 esordisce come narratore con il romanzo Fàulas, con cui inaugura la serie d'indagini condotte da Luciano Serra ed Eupremio Carruezzo, ispettori della polizia fascista durante il Ventennio; protagonisti anche dei successivi romanzi, tradotti anche all'estero:  Debrà Libanos (2002), Scarpe rosse e tacchi a spillo (2004), Il caso del croato morto ucciso (2010), Farouk (2011) e Affari riservati (2013). 
Con Giulio Angioni, Flavio Soriga e Giorgio Todde è fondatore del Festival di Gavoi - L'isola delle storie. 

## Opere

### Saggistica
- La Sardegna socialista, Cagliari, Società Poligrafica Sarda, 1973.
- Laburismo e Trade Unions. L’evoluzione del movimento operaio britannico 1867-1926, Bari, De Donato, 1981.
- Il modello laburista. Struttura organizzativa e distribuzione del potere nel partito laburista inglese tra le due guerre, Milano, Franco Angeli, 1985.
- Il salotto della signora Webb. Una donna nel socialismo inglese, Roma, Editori Riuniti, 1992.
- La perdita del Regno. Intellettuali e costruzione dell’identità sarda tra Ottocento e Novecento, con Manlio Brigaglia, Roma, Editori Riuniti, 1995.
- Procurad' 'e moderare. Racconto popolare della rivoluzione sarda (1793-1796), Cagliari, AM&D, 1996; Cagliari, Aipsa, 2014.
- Theodor Mommsen e l’isola dei falsari. Storici e critica in Sardegna tra Ottocento e Novecento, Cagliari, Cuec, 2009.
- Orwell. La solitudine di uno scrittore, Pisa, Della Porta, 2009.
- Deledda. Una vita come un romanzo, Roma, Donzelli, 2016.
- La sonnambula. L’Italia del Novecento, Roma-Bari, Laterza, 2019. ISBN 978-88-5813-615-7.
- Storia popolare dei sardi e della Sardegna, Roma-Bari, Laterza, 2021. ISBN 978-88-5814-449-7.

### Narrativa
- Fáulas, Nuoro, Il Maestrale, 2000.
- Debrà libanòs, Nuoro, Il Maestrale, 2002.
- Scarpe rosse, tacchi a spillo, Nuoro, Il Maestrale, 2004.
- Le rivoluzioni vanno sempre storte, Sugaman, 2009. ISBN 978-88-9731-801-9.
- Il caso del croato morto ucciso, Milano, Dalai, 2010.
- Farouk, Milano, Dalai, 2011.
- Affari riservati, Milano, Dalai, 2013.